# Lycoperdon
Lycoperdon Pers., 1794 (in italiano vescia) è un genere di funghi basidiomiceti appartenente alla famiglia Agaricaceae.

## Etimologia
Il nome scientifico è stato creato con materiale lessicale greco (lúkos (λύκος) = lupo e pérdomai (πέρδομαι) = petare) come calco su nomi tradizionali di diverse lingue europee in cui il nome del fungo è motivato come "peto di lupo", probabilmente per il modo in cui vengono disperse le spore.

## Tassonomia

### Specie di Lycoperdon

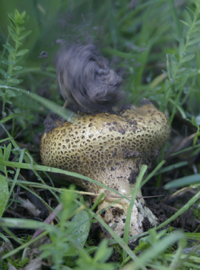
Una vescia matura esplode rilasciando le spore.

La specie tipo è Lycoperdon perlatum Pers., 1796, altre specie incluse sono:
- Lycoperdon candidum Pers.
- Lycoperdon coelatum
- Lycoperdon depressum Bonord. (1857)
- Lycoperdon echinatum
- Lycoperdon giganteum
- Lycoperdon perlatum
- Lycoperdon pulcherrimum Berk. & M.A. Curtis
- Lycoperdon pyriforme Schaeff. (1774)
- Lycoperdon saccatum

Svariate convergenze evolutive del genere Lycoperdon sono riscontrabili anche fra le specie del genere Scleroderma.